# 14354 Kolesnikov
14354 Kolesnikov eller 1987 QX7 är en asteroid i huvudbältet som upptäcktes den 21 augusti 1987 av den belgiske astronomen Eric W. Elst vid La Silla-observatoriet. Den är uppkallad efter Evgeny Kolesnikov.
Asteroiden har en diameter på ungefär 10 kilometer.